# Allen (Kentucky)
Allen és una població dels Estats Units a l'estat de Kentucky. Segons el cens del 2000 tenia 150 habitants.

## Demografia
Segons el cens del 2000, Allen tenia 150 habitants, 67 habitatges, i 42 famílies. La densitat de població era de 263,3 habitants/km².
Dels 67 habitatges en un 26,9% hi vivien nens de menys de 18 anys, en un 44,8% hi vivien parelles casades, en un 13,4% dones solteres, i en un 37,3% no eren unitats familiars. En el 35,8% dels habitatges hi vivien persones soles el 23,9% de les quals corresponia a persones de 65 anys o més que vivien soles. El nombre mitjà de persones vivint en cada habitatge era de 2,24 i el nombre mitjà de persones que vivien en cada família era de 2,93.
Per edats la població es repartia de la següent manera: un 20,7% tenia menys de 18 anys, un 5,3% entre 18 i 24, un 34% entre 25 i 44, un 22,7% de 45 a 60 i un 17,3% 65 anys o més.
L'edat mediana era de 40 anys. Per cada 100 dones de 18 o més anys hi havia 85,9 homes.
La renda mediana per habitatge era de 20.625 $ i la renda mediana per família de 26.875 $. Els homes tenien una renda mediana de 35.625 $ mentre que les dones 17.500 $. La renda per capita de la població era de 12.720 $. Entorn del 28,6% de les famílies i el 37,4% de la població estaven per davall del llindar de pobresa.

## Poblacions més properes
El següent diagrama mostra les poblacions més properes.